# نهر أبو شانك (نصار)
نهر أبو شانك (بالفارسية: نهرابوشانک) هي قرية تقع في إيران في قسم نصار الريفي. يقدر عدد سكانها بـ 266 نسمة .